# Ning Baizura
Ning Baizura binti Sheikh Hamzah (Kajang, 28 de junio de 1975), popularmente conocida como Ning, es una cantante de género pop y R & B malaya, que ha grabado y cantado en varios idiomas, incluido el bahasa Malasia, después en inglés, japonés, italiano, francés, mandarín y cantonés. Nació en Kajang, Malasia sus padres son de ascendencia árabe, malayo, neerlandés, Chindian y Javanés.

## Discografía
- 1993 — Dekat Padamu (Sony Music)
- 1994 — Ning (Sony Music)
- 1995 — Teguh (BMG)
- 1997 — Ke Sayup Bintang (BMG)
- 1997 — Always (BMG)
- 1999 — Pujaan Ku (BMG)
- 2001 — Natural Woman (AMS Records, Japan)
- 2003 — Selagi Ada... (Warner)
- 2004 — Erti Petermuan (Warner)
- 2006 — 3113 (Greatest Hits Compilation)(Warner & SonyBMG)
- 2006 — Drama (Featuring Nikki & Yanie) CD Single (Warner Music)
- 2008 — EastToWest

## Filmografía
- 1997 - Gemilang
- 1998 - Maria Mariana 2
- 1999 - Bara
- 2000 - Mimpi Moon
- 2001 - Malaikat Di Jendela
- 2003 - Azura 2003 (Telemovie)
- 2005 - Lady Boss
- 2007 - Diva
- 2008 - Muallaf
- 2010 - Magika

## Teatro
- 1997 — The Storyteller
- 2010 — SHOUT! The Mod Musical

## Premios
- 1991 - La Voz de Asia
- 1991 - Premio a la Mejor Artista de Desarrollo
- 1993 - Premios AIM Mejor Artista Nuevo
- 1993 - Premios AIM Álbum del Año (Padamu Dekat)
- 1993 - Lagu Juara Anugerah: Mejor Canción - Categoría Balada (Curiga)
- 1994 - Premios AIM Mejor Álbum Pop (Ning)
- 1994 - Anugerah Juara Lagu: Mejor Canción - Pop / Rock Categoría (Kau y Aku), premio como compositor
- 2003 - El vocalista Anugerah Elección ERA Mujer
- 2004 - AIM canción Premios del Año (Selagi Ada Cinta)
- 2005 - Premios de Mejor Álbum Cover AIM (ERTI Pertemuan)
- 2005 - Premio Mejor MSN Music Video (Terpilu Awan Yang)
- 2005 - AIM canción Premios del Año (Awan Yang Terpilu)
- 2005 - Premios AIM Mejor Álbum Pop (ERTI Pertemuan)
- 2008 - Premio VOIZE favoritas Local Ley
- 2008 - la revista Cosmopolitan de Malasia diversión, sin miedo y Fabulosa (FFF) Premio 2008 - categoría Cantante

- Datos: Q3271374
- Multimedia: Ning Baizura / Q3271374